# Za’Darius Smith
Za’Darius Smith (geboren am 8. September 1992 in Montgomery, Alabama) ist ein US-amerikanischer American-Football-Spieler auf der Position des Defensive Ends, der zuletzt für die Detroit Lions spielte. Er spielte College Football für die University of Kentucky. Smith stand von 2015 bis 2018 bei den Baltimore Ravens, von 2019 bis 2021 bei den Green Bay Packers, 2022 bei den Minnesota Vikings sowie 2023 bis 2024 bei den Cleveland Browns unter Vertrag.

## College
Smith besuchte die High School in Greenville, Alabama. Dort spielte er zunächst nur Basketball. Erst in seinem letzten Highschooljahr begann er damit, American Football zu spielen. Anschließend ging Smith auf ein Community College, das East Mississippi Community College. Nachdem er dort zwei Jahre lang Football gespielt hatte, schloss er sich der University of Kentucky an und stand in den folgenden zwei Jahren im Kader der Wildcats. Smith nahm am East–West Shrine Game 2015 teil und wurde als Most Valuable Player (MVP) der Defensive in diesem Spiel ausgezeichnet. Außerdem wurde er zum Senior Bowl eingeladen.

## NFL
Im NFL Draft 2015 wurde Smith an 122. Stelle in der vierten Runde von den Baltimore Ravens ausgewählt. In seiner Rookiesaison kam er auf 5,5 Sacks, in der Folge konnte sich Smith als Ergänzungsspieler zunehmend in der Defense der Ravens durchsetzen und spielte teilweise von Beginn an. In Woche 6 der Saison 2018 gelangen Smith bei der Begegnung mit den Tennessee Titans drei Sacks, wofür er die Auszeichnung als AFC Defensive Player of the Week erhielt. Die Ravens stellten in diesem Spiel mit elf Sacks einen neuen Franchiserekord auf. Insgesamt erzielte Smith in dieser Saison 8,5 Sacks und war damit in dieser Statistik der beste Spieler seines Teams.
Im März 2019 einigte sich Smith mit den Green Bay Packers auf einen Vierjahresvertrag über 66 Millionen Dollar. In seiner ersten Saison für das Franchise aus Wisconsin erzielte er 13,5 Sacks. Keinem Spieler gelang es 2019 häufiger als Smith, Druck auf den gegnerischen Quarterback aufzubauen (105-mal). Gegen die Minnesota Vikings, einen Divisionsrivalen der Packers, gelangen ihm am 16. Spieltag 3,5 Sacks. Als Ersatz für Khalil Mack wurde Smith für den Pro Bowl 2020 nominiert.
Am 4. Spieltag der Saison 2020 erzielte Smith im Spiel gegen die Atlanta Falcons drei Sacks gegen Matt Ryan und wurde dafür als NFC Defensive Player of the Week ausgezeichnet. Wie im Vorjahr wurde Smith in den Pro Bowl gewählt. Wegen einer Rückenverletzung fiel Smith in der Saison 2021 nach dem ersten Spieltag für den Rest der Regular Season aus. Am 14. März 2022 wurde er kurz vor dem Start der Saison 2022 entlassen.
Am 22. März 2022 nahmen die Minnesota Vikings Smith für drei Jahre unter Vertrag. Mit 8,5 Sacks aus den ersten sieben Spielen startete er gut in die Saison und war einer der erfolgreichsten Spieler auf seiner Position. Am zehnten Spieltag erlitt Smith beim Sieg über die Buffalo Bills, bei dem er einen Sack erzielte, eine Knieverletzung, mit der er in der zweiten Saisonhälfte zu kämpfen hatte und woraufhin ihm in den letzten sieben Spielen nur noch ein halber Sack gelang. Seine Leistung bei der Partie gegen die Arizona Cardinals mit drei Sacks am achten Spieltag brachten ihm eine Auszeichnung als NFC Defensive Player of the Week ein, zudem wurde er im Oktober als NFC Defensive Player of the Month geehrt, in diesem Monat führte er die NFL mit 6,5 Sacks an. Smith wurde zudem zum dritten Mal in den Pro Bowl gewählt.
Am 16. Mai 2023 gaben die Vikings Smith und einen Sechst- sowie einen Siebtrundenpick 2025 im Austausch gegen einen Fünftrundenpick 2024 und einen Fünftrundenpick 2025 an die Cleveland Browns ab. Bei den Browns spielte Smith in einer 4-3 Defense als Defensive End und erzielte 5,5 Sacks in seiner ersten Saison in Cleveland. Im März 2024 unterschrieb er einen neuen Zweijahresvertrag im Wert von 23,5 Millionen Dollar bei den Browns.
Am 5. November 2024 einigten sich die Detroit Lions mit den Browns auf einen Trade von Smith und einem Siebtrundenpick 2026 im Austausch gegen einen Fünftrundenpick 2025 und einen Sechstrundenpick 2026. Für die Lions erzielte er vier Sacks. Nach der Saison wurde Smith im März 2025 entlassen.

### NFL-Statistiken
| Saison                             | Saison | Spiele | Spiele      | Tackles | Tackles | Tackles | Tackles | Interceptions | Interceptions | Interceptions | Interceptions | Interceptions | Fumbles | Fumbles | Fumbles |
| Jahr                               | Team   | Spiele | als Starter | Gesamt  | Solo    | Att     | Sacks   | PD            | INT           | Yds           | Lng           | TD            | FF      | FR      | TD      |
| ---------------------------------- | ------ | ------ | ----------- | ------- | ------- | ------- | ------- | ------------- | ------------- | ------------- | ------------- | ------------- | ------- | ------- | ------- |
| 2015                               | BAL    | 15     | 0           | 30      | 20      | 10      | 5,5     | 1             | 0             | 0             | 0             | 0             | 0       | 0       | 0       |
| 2016                               | BAL    | 13     | 4           | 20      | 10      | 10      | 1,0     | 1             | 0             | 0             | 0             | 0             | 1       | 0       | 0       |
| 2017                               | BAL    | 14     | 4           | 24      | 15      | 9       | 3,5     | 1             | 0             | 0             | 0             | 0             | 1       | 0       | 0       |
| 2018                               | BAL    | 16     | 8           | 45      | 26      | 19      | 8,5     | 2             | 0             | 0             | 0             | 0             | 1       | 0       | 0       |
| 2019                               | GB     | 16     | 16          | 55      | 41      | 14      | 13,5    | 0             | 0             | 0             | 0             | 0             | 1       | 0       | 0       |
| 2020                               | GB     | 16     | 16          | 52      | 35      | 17      | 12,5    | 2             | 0             | 0             | 0             | 0             | 4       | 2       | 0       |
| 2021                               | GB     | 1      | 0           | 1       | 1       | 0       | 0,0     | 0             | 0             | 0             | 0             | 0             | 0       | 0       | 0       |
| 2022                               | MIN    | 16     | 16          | 44      | 32      | 12      | 10,0    | 5             | 0             | 0             | 0             | 0             | 1       | 0       | 0       |
| 2023                               | CLE    | 16     | 16          | 27      | 18      | 9       | 5,5     | 3             | 0             | 0             | 0             | 0             | 1       | 0       | 0       |
| 2024                               | CLE    | 9      | 9           | 23      | 15      | 8       | 5,0     | 0             | 0             | 0             | 0             | 0             | 0       | 0       | 0       |
| 2024                               | DET    | 8      | 7           | 12      | 7       | 5       | 4,0     | 1             | 0             | 0             | 0             | 0             | 0       | 0       | 0       |
| Gesamt                             | Gesamt | 140    | 96          | 333     | 220     | 113     | 69,0    | 16            | 0             | 0             | 0             | 0             | 10      | 2       | 0       |
| Quelle: pro-football-reference.com |        |        |             |         |         |         |         |               |               |               |               |               |         |         |         |